# Schaatsen op de Olympische Winterspelen 1968
Schaatsen is een van de sporten die beoefend werden tijdens de Olympische Winterspelen 1968 in Grenoble, Frankrijk. De schaatswedstrijden werden gehouden op de Anneau de Vitesse.

## Heren

### 500 m
| Rang   | Sporter(s)        | Land | Tijd | Verschil |
| ------ | ----------------- | ---- | ---- | -------- |
| Goud   | Erhard Keller     | FRG  | 40,3 |          |
| Zilver | Magne Thomassen   | NOR  | 40,5 | + 0,2    |
| Zilver | Richard McDermott | USA  | 40,5 | + 0,2    |
| 4      | Jevgeni Grisjin   | URS  | 40,6 | + 0,3    |
| 5      | Arne Herjuaune    | NOR  | 40,7 | + 0,4    |
| 5      | John Wurster      | USA  | 40,7 | + 0,4    |
| 5      | Neil Blatchford   | USA  | 40,7 | + 0,4    |
| 8      | Seppo Hänninen    | FIN  | 40,8 | + 0,5    |
| 8      | Håkan Holmgren    | SWE  | 40,8 | + 0,5    |
| 8      | Keiichi Suzuki    | JPN  | 40,8 | + 0,5    |
|        |                   |      |      |          |
| 13     | Ard Schenk        | NED  | 41,1 | + 0,8    |
| 30     | Peter Nottet      | NED  | 42,4 | + 2,1    |
| 33     | Kees Verkerk      | NED  | 42,6 | + 2,3    |
|        | Jan Bols          | NED  | DNF  |          |

### 1500 m
| Rang   | Sporter(s)          | Land | Tijd   | Verschil |
| ------ | ------------------- | ---- | ------ | -------- |
| Goud   | Kees Verkerk        | NED  | 2:03,4 | OR       |
| Zilver | Ard Schenk          | NED  | 2:05,0 | + 1,6    |
| Zilver | Ivar Eriksen        | NOR  | 2:05,0 | + 1,6    |
| 4      | Magne Thomassen     | NOR  | 2:05,1 | + 1,7    |
| 5      | Bjørn Tveter        | NOR  | 2:05,2 | + 1,8    |
| 5      | Johnny Höglin       | SWE  | 2:05,2 | + 1,8    |
| 7      | Svein-Erik Stiansen | NOR  | 2:05,5 | + 2,1    |
| 8      | Eduard Matusevitsj  | URS  | 2:06,1 | + 2,7    |
| 9      | Peter Nottet        | NED  | 2:06,3 | + 2,9    |
|        |                     |      |        |          |
| 16     | Jan Bols            | NED  | 2:07,8 | + 4,4    |

### 5000 m
| Rang   | Sporter(s)           | Land | Tijd   | Verschil |
| ------ | -------------------- | ---- | ------ | -------- |
| Goud   | Fred Anton Maier     | NOR  | 7:22,4 | WR       |
| Zilver | Kees Verkerk         | NED  | 7:23,2 | + 0,8    |
| Brons  | Peter Nottet         | NED  | 7:25,5 | + 3,1    |
| 4      | Per Willy Guttormsen | NOR  | 7:27,8 | + 5,4    |
| 5      | Johnny Höglin        | SWE  | 7:32,7 | + 10,3   |
| 6      | Örjan Sandler        | SWE  | 7:32,8 | + 10,4   |
| 7      | Jonny Nilsson        | SWE  | 7:32,9 | + 10,5   |
| 8      | Jan Bols             | NED  | 7:33,1 | + 10,7   |

### 10.000 m
| Rang   | Sporter(s)           | Land | Tijd    | Verschil |
| ------ | -------------------- | ---- | ------- | -------- |
| Goud   | Johnny Höglin        | SWE  | 15:23,6 | OR       |
| Zilver | Fred Anton Maier     | NOR  | 15:23,9 | + 0,3    |
| Brons  | Örjan Sandler        | SWE  | 15:31,8 | + 8,2    |
| 4      | Per Willy Guttormsen | NOR  | 15:32,6 | + 9,0    |
| 5      | Kees Verkerk         | NED  | 15:33,9 | + 10,3   |
| 6      | Jonny Nilsson        | SWE  | 15:39,6 | + 16,0   |
| 7      | Magne Thomassen      | NOR  | 15:44,9 | + 21,3   |
| 8      | Peter Nottet         | NED  | 15:54,7 | + 31,1   |
|        |                      |      |         |          |
| 13     | Jan Bols             | NED  | 16:09,5 | + 45,9   |

## Dames

### 500 m
| Rang   | Sporter(s)         | Land | Tijd | Verschil |
| ------ | ------------------ | ---- | ---- | -------- |
| Goud   | Ljoedmila Titova   | URS  | 46,1 |          |
| Zilver | Mary Meyers        | USA  | 46,3 | + 0,2    |
| Zilver | Dianne Holum       | USA  | 46,3 | + 0,2    |
| Zilver | Jennifer Fish      | USA  | 46,3 | + 0,2    |
| 5      | Ellie van den Brom | NED  | 46,6 | + 0,5    |
| 6      | Sigrid Sundby      | NOR  | 46,7 | + 0,6    |
| 6      | Kaija Mustonen     | FIN  | 46,7 | + 0,6    |
| 8      | Kirsti Biermann    | NOR  | 46,8 | + 0,7    |
|        |                    |      |      |          |
| 14     | Stien Kaiser       | NED  | 47,6 | + 1,5    |
| 16     | Wil Burgmeijer     | NED  | 47,8 | + 1,7    |

### 1000 m
| Rang   | Sporter(s)               | Land | Tijd   | Verschil |
| ------ | ------------------------ | ---- | ------ | -------- |
| Goud   | Carry Geijssen           | NED  | 1:32,6 | OR       |
| Zilver | Ljoedmila Titova         | URS  | 1:32,9 | + 0,3    |
| Brons  | Dianne Holum             | USA  | 1:33,4 | + 0,8    |
| 4      | Kaija Mustonen           | FIN  | 1:33,6 | + 1,0    |
| 5      | Irina Jegorova           | URS  | 1:34,4 | + 1,8    |
| 6      | Sigrid Sundby            | NOR  | 1:34,5 | + 1,9    |
| 7      | Jeanne Ashworth          | USA  | 1:34,7 | + 2,1    |
| 8      | Kaija-Liisa Keskivitikka | FIN  | 1:34,8 | + 2,2    |
|        |                          |      |        |          |
| 10     | Stien Kaiser             | NED  | 1:35,2 | + 2,6    |
| 13     | Ellie van den Brom       | NED  | 1:36,8 | + 4,2    |

### 1500 m
| Rang   | Sporter(s)               | Land | Tijd   | Verschil |
| ------ | ------------------------ | ---- | ------ | -------- |
| Goud   | Kaija Mustonen           | FIN  | 2:22,4 | OR       |
| Zilver | Carry Geijssen           | NED  | 2:22,7 | + 0,3    |
| Brons  | Stien Kaiser             | NED  | 2:24,5 | + 2,1    |
| 4      | Sigrid Sundby            | NOR  | 2:25,2 | + 2,8    |
| 5      | Lasma Kauniste           | URS  | 2:25,4 | + 3,0    |
| 6      | Kaija-Liisa Keskivitikka | FIN  | 2:25,8 | + 3,4    |
| 7      | Ljoedmila Titova         | URS  | 2:26,8 | + 4,4    |
| 8      | Ruth Schleiermacher      | GDR  | 2:27,1 | + 4,7    |
|        |                          |      |        |          |
| 12     | Ans Schut                | NED  | 2:28,3 | + 5,9    |

### 3000 m
| Rang   | Sporter(s)               | Land | Tijd   | Verschil |
| ------ | ------------------------ | ---- | ------ | -------- |
| Goud   | Ans Schut                | NED  | 4:56,2 | OR       |
| Zilver | Kaija Mustonen           | FIN  | 5:01,0 | + 4,8    |
| Brons  | Stien Kaiser             | NED  | 5:01,3 | + 5,1    |
| 4      | Kaija-Liisa Keskivitikka | FIN  | 5:03,9 | + 7,7    |
| 5      | Wil Burgmeijer           | NED  | 5:05,1 | + 8,9    |
| 6      | Lidia Skoblikova         | URS  | 5:08,0 | + 11,8   |
| 7      | Christina Lindblom       | SWE  | 5:09,8 | + 13,6   |
| 8      | Anna Sablina             | URS  | 5:12,5 | + 16,3   |

## Medaillespiegel
| Plaats | Land                     | NOC    | Goud | Zilver | Brons | Totaal |
| ------ | ------------------------ | ------ | ---- | ------ | ----- | ------ |
| 1      | Nederland                | NED    | 3    | 3      | 3     | 9      |
| 2      | Noorwegen                | NOR    | 1    | 3      | 0     | 4      |
| 3      | Finland                  | FIN    | 1    | 1      | 0     | 2      |
| 3      | Sovjet-Unie              | URS    | 1    | 1      | 0     | 2      |
| 5      | Zweden                   | SWE    | 1    | 0      | 1     | 2      |
| 6      | Bondsrepubliek Duitsland | FRG    | 1    | 0      | 0     | 1      |
| 7      | Verenigde Staten         | USA    | 0    | 4      | 1     | 5      |
| Totaal | Totaal                   | Totaal | 8    | 12     | 5     | 25     |

Chamonix 1924 · 
St. Moritz 1928 · 
Lake Placid 1932 · 
Garmisch-Partenkirchen 1936 · 
St. Moritz 1948 · 
Oslo 1952 · 
Cortina d'Ampezzo 1956 · 
Squaw Valley 1960 · 
Innsbruck 1964 · 
Grenoble 1968 · 
Sapporo 1972 · 
Innsbruck 1976 · 
Lake Placid 1980 · 
Sarajevo 1984 · 
Calgary 1988 · 
Albertville 1992 · 
Lillehammer 1994 · 
Nagano 1998 · 
Salt Lake City 2002 · 
Turijn 2006 · 
Vancouver 2010 · 
Sotsji 2014 · 
Pyeongchang 2018 · 
Peking 2022 · 
Milaan 2026
Lijst van olympische medaillewinnaars
Alpineskiën · Biatlon · Bobsleeën · Kunstrijden · Langlaufen · Noordse combinatie · Rodelen · Schaatsen · Schansspringen · IJshockey